# Виталий Снежный
Вита́лий Сне́жный (настоящие имя и фамилия — Курочка Николай Никитич или Снижный-Кувочка) (7 мая 1898, с. Снежная Новопавловской волости Области Войска Донского — ум. 8 декабря 1937, Соловки) — украинский советский поэт, писатель, журналист.

## Биография
Родился в многодетной крестьянской семье. В 1900—1901 годах вместе с родителями переселился на Дальний Восток. Детство провел в селе Петропавловка Ивановского уезда Амурской области.
Обучался в Благовещенском педагогическом техникуме, окончив который с 1915 года работал учителем в одной из деревень Амурской области.
В 1916 году поступил в Хабаровский учительский институт. Продолжил образование в педагогическом институте в Ленинграде, который окончил в 1924 году, получив высшее педагогическое образование.
В 1926 году переехал на Украину в Киев. Устроиться на постоянную работу не смог, поэтому подрабатывал давая уроки.
Незадолго перед арестом переехал в город Городня Черниговской области. Работал там преподавателем украинской и русской литературы в педагогическом техникуме.

## Творчество
Впервые его стихи были опубликованы в 1917 году в издаваемой в Хабаровске украинской газете «Хвиля України», под псевдонимом Мик. Куріпочка.
В конце 1920 — начале 1930 годов Виталий Снежный активно занимался литературной деятельностью. Активно сотрудничал с киевской газетой «На смену», кроме того, публиковал статьи в ряде украинских газет того времени.
В 1930 году окончательно изменил имя на Снижный (Снежный — по месту своего рождения) Виталий Сергеевич. Под этой фамилией он публиковал стихи и рассказы, вёл научно-популярную работу для детей.
Автор книги «Машинист Петрик» (1930), поэмы «Китайчатко Тао» (1931), книги поэзии «Стугонить краіна» (1931), «Ракета» (1933).

## Арест, заключение и расстрел
Был арестован 23 июня 1935 года. В октябре 1935 года осужден Военным трибуналом Киевского военного округа как активный участник контрреволюционной террористической организации, готовившей покушения на руководство компартии и правительства, на 10 лет. Заключение отбывал на Соловках (Соловецкий лагерь особого назначения).
10 ноября 1937 года В. Снежный был приговорён к высшей мере наказания и расстрелян 8 декабря 1937.
Реабилитирован 17 ноября 1959 года.